# 缠绕党参
缠绕党参（学名：Codonopsis pilosula var. volubilis）为桔梗科党参属下的一个变种。

## 扩展阅读
- 維基物種上的相關：缠绕党参